# Samir Mathur
Pour les articles homonymes, voir Mathur.
Samir Dayal Mathur est un physicien théoricien indien, spécialisé dans la théorie des supercordes et principalement connu pour avoir introduit, en 2002, le concept de fuzzball qui propose une description des trous noirs.
Mathur est professeur au département de physique de l'Ohio State University et membre du groupe de théorie des hautes énergies de l'université. Il a été membre du corps professoral du Massachusetts Institute of Technology de 1991 à 1999 et a occupé des postes postdoctoraux à l'Université Harvard et au Tata Institute of Fundamental Research.

## Référence
1. "Fiche d'information sur la faculté". L'Université d'État de l'Ohio. Archivé de l'original le 04/04/2015
2. Samir D. Mathur (2005). « La proposition Fuzzball pour les trous noirs : une revue élémentaire ». Fortschr. Phys. 53 (7-8) : 793-827. arXiv : hep-th/0502050. Bibcode : 2005PourPh..53..793M. DOI 10.1002/prop.200410203. S2CID15083147.